# Керинд-Касреширинская операция
Керинд-Касреширинская операция — наступление русского экспедиционного корпуса Кавказской армии на багдадском направлении против 6-й турецкой армии во время Персидской кампании Первой мировой войны.

## Предыстория
Керинд-Касреширинская операция была организована по просьбе английского правительства с целью оказания помощи британскому отряду генерала Чарльза Таунсенда, окружённому в Кут-эль-Амаре.

## Ход операции
Русский кавказский экспедиционный корпус генерала Н. Н. Баратова, действовавший в Иране, 5 (18) апреля 1916 года ударил в направлении на Ханекин во фланг 6-й турецкой армии, противостоявшей британской экспедиционной армии. 8 (21) апреля части корпуса генерала Баратова заняли Керинд и Каср-е-Ширин, а затем, развивая наступление на багдадском направлении, освободили от турок Ханекин, вступив в пределы Месопотамии. Наступление русского экспедиционного корпуса на этом направлении отвлекло от действий против англичан до 4 пехотных дивизий турок.

## Последствия
Для установления взаимодействия с англичанами генерал Баратов направил сотню казаков, которая, преодолев линию фронта, 9 (22) мая 1916 года прибыла в ставку командующего их экспедиционной армией в Месопотамии. Однако англичане, опасаясь выхода русских войск к нефтяным районам, не воспользовались результатами успешных действий корпуса генерала Баратова и в Кут-эль-Амаре капитулировали перед турками. В связи с этим генералу Баратову было приказано приостановить наступление и закрепиться на рубеже к западу от Касре-Ширина.
Летом 1916 года русский экспедиционный корпус был выведен из Месопотамии.